# Uroderma
Genre
Uroderma est un genre de mammifères chiroptères (chauves-souris) de la famille des Phyllostomidae.

## Liste des espèces
- Uroderma bilobatum Peters, 1866 - chauve-souris campeuse
- Uroderma magnirostrum Davis, 1968